# Don't You Worry Child
Singles de Swedish House Mafia
Greyhound
(2012)
Singles par John Martin
Save the World
(2011)
Don't You Worry Child (en français « Ne t'inquiète pas mon enfant ») est une chanson de house progressive du groupe de DJs et compositeurs suédois Swedish House Mafia et interprétée par le chanteur suédois John Martin. Elle sort en format numérique sous le major EMI tandis que le single sort en France le 14 septembre 2012. Il s'agit du 4e et dernier single tiré de l'album-compilation Until Now (2012). Il s'agit également du dernier single de Swedish House Mafia avant sa dissolution, annoncée dès juin 2012. La chanson est écrite par les trois membres du groupe, Axwell, Steve Angello et Sebastian Ingrosso, ainsi que par John Martin et Michel Zitron. Elle est enregistrée en 2012 et est produite par Swedish House Mafia.
Les paroles de la chanson traitent de souvenirs d'enfance, notamment du premier chagrin, de la première fille rencontrée. Le refrain se veut cependant rassurant vis-à-vis de l'enfant : la citation « Ne t'inquiète pas mon enfant » est ainsi répétée à plusieurs reprises.
Le single se classe dans treize hit-parades de pays différents : en Australie, en Allemagne, en Autriche, en Belgique (Flandre et Wallonie), au Canada, en Espagne, aux États-Unis, au Danemark, en France, en Italie, aux Pays-Bas, en Suisse et dans le pays d'origine du groupe, la Suède, où le single rencontre un grand succès en se classant numéro 3. Don't You Worry Child atteint également le top 10 dans la Belgique wallonne, au Canada, aux États-Unis, en Italie, aux Pays-Bas et en Suisse.

## Genèse
Bien que Don't You Worry Child soit mentionnée à plusieurs reprises sur les comptes twitter respectifs d'Axwell, Steve Angello et Sebastian Ingrosso, le groupe n'a officiellement annoncé la chanson que lors de sa tournée australienne, en février 2012. Le groupe est inspiré par les paysages australiens lors de la composition de la chanson. Le groupe diffuse pour la première fois la chanson lors de sa prestation au Milton Keynes National Bowl au Royaume-Uni, tandis que le single est diffusé pour la première fois en radio dans l'émission de mix du DJ britannique Pete Tong sur la BBC Radio 1 le 10 août 2012.
La chanson est écrite par les trois membres du groupe, Axwell, Steve Angello et Sebastian Ingrosso, ainsi que par John Martin et Michel Zitron. La chanson est interprétée par John Martin. Il s'agit de la deuxième collaboration entre John Martin et le groupe suédois après le single Save the World (2011), également tiré de l'album-compilation Until Now publié en 2012.

## Composition, paroles et versions
Don't You Worry Child est une chanson au style pop-dance et house,. La chanson est écrite et composée par Axel Hedfors, Steve Angello, Sebastian Ingrosso, John Martin Lindström et Michel Zitron ; la réalisation est menée par Swedish House Mafia. La composition joue sur des éléments habituellement utilisés par le groupe avec des accords piqués, des synthétiseurs syncopés, l'accumulation de boîtes à rythmes et les interludes de guitare acoustique. La chanson est composée sur un schéma classique, avec une introduction suivie de deux cycles couplet-refrain, sur un battement par minute de 129. L'instrumentation est réalisée avec des synthétiseurs et inclut des sonorités de batterie, de piano, de claviers et de cordes. La chanson suit la progression d'accord Sim-Sol-Sim-Sol-Ré-Sim-Sol-Ré-Sim-Sol-La.
Le narrateur se remémore un chagrin d'amour de jeunesse et les paroles de son père le rassurant. Celles-ci sont contenues dans le refrain, qui est introduit par les paroles « My father said », suivie par « Don't you worry, don't you worry child » avant de lui affirmer que « See heaven's got a plan for you »,,.
Axwell a fait un remix de cette chanson avec dubstep.
La chanson est éditée en version Radio Edit de 3:32 et en une Extended version de 6:43. Plus tard le groupe sort un remix sous le titre Don't You Worry Child (Promise Land Remix) et la version acoustique du titre.

## Accueil

### Accueil critique
Julien Goncalves du site Charts in France trouve que la chanson se calque sur le même schéma musical que Save the World, interprétée par le même chanteur, et la décrit comme « un hymne électro explosif baigné de synthétiseurs percutants, une voix et des paroles jouant sur la nostalgie et une montée en puissance musicale ». Amy Sciarretto de PopCrush s'accorde avec Goncalves sur la nostalgie que dégage le titre. Elle compare celle-ci à la chanson Without You de David Guetta et Usher. Comme la chanson de Guetta, Don't You Worry Child « mélange savamment mélodies pop avec des touches de musique dance ». Sciarretto souligne la dimension émotionnelle des paroles et son chœur crescendo. James Mahon du The Huffington Post britannique estime que « la chanson est simple et entraînante mais aussi intelligente et inspirante ».
Tris McCall de The Star-Ledger estime quant à lui que les paroles de la chanson sont « mièvres » et que le groupe n'a pas pris de risque dans sa composition. De même pour Eamon Sweeney du Independent, qui trouve la révérence du groupe « ratée » par la sortie d'une chanson « stéréotypée et ennuyeuse » comme dernier single.
La chanson est toutefois nommée lors des Grammy Awards 2013 dans la catégorie « Meilleur enregistrement dance ».

### Accueil commercial
Don't You Worry Child est très bien accueilli commercialement. La chanson se classe à la première place des ventes de singles en Australie, en Écosse, dans le Billboard Hot Dance Club Songs, au Royaume-Uni dans le UK Singles Chart et le UK Dance Chart et en Suède. Elle se classe à la première place des téléchargements en Belgique francophone. Elle est présente dans le top 10 de seize pays, à savoir l'Allemagne, l'Autriche, la Flandre, le Canada, les États-Unis, le Danemark, la Finlande, l'Irlande, l'Italie, la Hongrie, la Nouvelle-Zélande, les Pays-Bas, la République tchèque, la Slovaquie, la Suède et la Suisse.
La chanson est certifiée cinq fois disque de platine en Australie, pour 350 000 ventes, double disque de platine en Nouvelle-Zélande, disque de platine en Italie pour 30 000 ventes et au Canada pour 80 000 ventes et disque d'or en Autriche, en Belgique et au Danemark.

## Clip vidéo
Un mois après sa diffusion dans l'émission de Pete Tong, le clip vidéo sort le 14 septembre 2012 sur le compte Vevo de la Swedish House Mafia, sur le site de partage vidéo YouTube. D'une durée de 5 minutes et 35 secondes, la vidéo est créditée « Don't You Worry Child (Live) [feat. John Martin] » car elle met en scène le groupe mixer en live au Milton Keynes Bowl en Angleterre. Le clip commence par un journal télévisé évoquant la Swedish House Mafia.
Jonathan Hamard de Charts in France commente : « dans cette vidéo, le groupe semble bel et bien adresser un dernier au revoir à son public, à travers des plans filmés en coulisses d'un concert joué en plein air ».Au 4 septembre 2017 elle compte plus de 443 millions de vues et est la video la plus vues de Swedish House Mafia.

## Liste des pistes
| 1. | Don't You Worry Child (Radio Edit)         | 3:32 |
| 2. | Don't You Worry Child (Extended Mix)       | 6:43 |
| 3. | Don't You Worry Child (Version acoustique) | 4:17 |
| 4. | Save the World (Zedd Remix)                | 6:21 |

| 1. | Don't You Worry Child (Radio Edit)   | 3:32 |
| 2. | Don't You Worry Child (Extended Mix) | 6:43 |

| 1. | Don't You Worry Child (Tom Staar & Kryder Remix) | 6:20 |
| 2. | Don't You Worry Child (Promise Land Remix)       | 5:45 |
| 3. | Don't You Worry Child (Joris Voorn Remix)        | 7:03 |

## Classements et certifications
| Classement (2012)                       | Meilleure position |
| --------------------------------------- | ------------------ |
| Australie (ARIA)                        | 1                  |
| Allemagne (Media Control AG)            | 9                  |
| Autriche (Ö3 Austria Top 40)            | 5                  |
| Belgique (Flandre Ultratop 50 Singles)  | 4                  |
| Belgique (Wallonie Ultratop 50 Singles) | 10                 |
| Belgique (Wallonie Ultratip 50)         | 1                  |
| Canada (Hot 100)                        | 9                  |
| Écosse (OCC)                            | 1                  |
| Espagne (PROMUSICAE)                    | 11                 |
| États-Unis (Heatseekers Songs)          | 24                 |
| États-Unis (Hot 100)                    | 6                  |
| États-Unis (Dance Club Songs)           | 1                  |
| Danemark (Tracklisten)                  | 2                  |
| Finlande (Suomen virallinen lista)      | 4                  |
| France (SNEP)                           | 37                 |
| France (Club 40)                        | 21                 |
| Irlande (IRMA)                          | 2                  |
| Italie (FIMI)                           | 8                  |
| Hongrie (Rádiós Top 40)                 | 6                  |
| Hongrie (Dance Top 40)                  | 4                  |
| Hongrie (Single Top 40)                 | 10                 |
| Norvège (VG-lista)                      | 2                  |
| Nouvelle-Zélande (RMNZ)                 | 2                  |
| Pays-Bas (Nederlandse Top 40)           | 5                  |
| Tchéquie (IFPI Rádio)                   | 8                  |
| Royaume-Uni (UK Singles Chart)          | 1                  |
| Royaume-Uni (UK Dance Chart)            | 1                  |
| Slovaquie (IFPI Rádio)                  | 2                  |
| Suède (Sverigetopplistan)               | 1                  |
| Suisse (Schweizer Hitparade)            | 7                  |
| Venezuela (Record Report)               | 62                 |

| Classement (2012)                 | Position |
| --------------------------------- | -------- |
| États-Unis (Hot Dance Club Songs) | 24       |

| Pays                     | Certifications | Ventes    |
| ------------------------ | -------------- | --------- |
| Allemagne (BVMI)         | Or             | 150 000   |
| Australie (ARIA)         | 7 × Platine    | 490 000   |
| Autriche (IFPI)          | Or             | 15 000    |
| Belgique (BEA)           | Or             | 15 000    |
| Canada (Music Canada)    | 3 × Platine    | 240 000   |
| Danemark (IFPI)          | 3 × Platine    | 90 000    |
| États-Unis (RIAA)        | 2 × Platine    | 2 000 000 |
| Italie (FIMI)            | 2 × Platine    | 60 000    |
| Nouvelle-Zélande (RIANZ) | 2 × Platine,   | 30 000    |
| Suède (GLF)              | 4 × Platine    | 160 000   |
| Suisse (IFPI)            | Platine        | 30 000    |

## Reprises
Don't You Worry Child est une chanson qui a fait l'objet de plusieurs reprises : le chanteur britannique Conor Maynard la reprend en acoustique en janvier 2013 ; la chorale new-yorkaise PS22 en a publié plusieurs versions, ainsi que le groupe néerlandais Within Temptation. Enfin, Madilyn Bailey la reprend en 2015.

## Historique de sortie
| Région      | Date              | Format                 | Label   |
| ----------- | ----------------- | ---------------------- | ------- |
| Monde       | 14 septembre 2012 | Téléchargement digital | Polydor |
| France      | 14 septembre 2012 | Téléchargement digital | Polydor |
| Royaume-Uni | 7 octobre 2012    | Téléchargement digital | Polydor |